# Landesparlamente in Deutschland
Landesparlamente in Deutschland ist der Name einer Sonderpostwertzeichen-Serie der Bundesrepublik Deutschland, die vom zuständigen Bundesministerium der Finanzen herausgegeben wurde. Sie waren bei der Deutsche Post AG erhältlich. Die ersten vier der 16 Marken erschienen am 12. März 1998, die weiteren Briefmarken erschienen in zwölf Ausgabeabständen bis zum 5. September 2001. Die Entwürfe stammen von Gerd Aretz und seinem Sohn Oliver. Die Marken wurden im Offsetdruck in Kleinbogen zu 2×5 mit einer Kammzähnung von 13 3/4 zu 14, bei einer Größe von 55,00×32,80 mm, in der Bundesdruckerei in Berlin gedruckt. Die Marken zeigen in Popart bzw. Falschfarben die 16 Landesparlamente in Deutschland. Die Marken erschienen in der alphabetischen Reihenfolge der jeweiligen Bundesländer. Der Frankaturwert entsprach dem Porto eines Inlandsstandardbriefs. Die letzten vier Marken der Serie wurden 2001 wegen der bevorstehenden Eurobargeldeinführung als Doppelnominale (110 Pfennig und 0,56 €) herausgegeben.

## Liste
| Bild | Beschreibung                                                         | Werte in Pfennig | Ausgabe- datum    | Auflage                 | Mi.-Nr. |
|      | Landtag von Baden-Württemberg im Haus des Landtags, Stuttgart        | 110              | 12. März 1998     | 25.000.000 ETB: 293.200 | 1974    |
|      | Bayerischer Landtag im Maximilianeum, München                        | 110              | 12. März 1998     | 25.000.000              | 1975    |
|      | Abgeordnetenhaus im ehemaligen Preußischen Landtag, Berlin           | 110              | 12. März 1998     | 25.000.000              | 1976    |
|      | Landtag Brandenburg im Stadtschloss, Potsdam                         | 110              | 12. März 1998     | 25.000.000              | 1977    |
|      | Hessischer Landtag im Stadtschloss Wiesbaden, Wiesbaden              | 110              | 14. Januar 1999   | 25.000.000              | 2030    |
|      | Bürgerschaft der Freien und Hansestadt im Rathaus, Hamburg           | 110              | 11. März 1999     | 25.000.000              | 2036    |
|      | Landtag Mecklenburg-Vorpommern im Schweriner Schloss, Schwerin       | 110              | 11. März 1999     | 25.000.000              | 2037    |
|      | Bremer Bürgerschaft im Haus der Bürgerschaft, Bremen                 | 110              | 27. April 1999    | 25.000.000              | 2040    |
|      | Niedersächsischer Landtag im Leineschloss, Hannover                  | 110              | 16. März 2000     | 25.000.000              | 2104    |
|      | Landtag Nordrhein-Westfalen im Landtagsgebäude, Düsseldorf           | 110              | 13. April 2000    | 25.000.000              | 2110    |
|      | Landtag Rheinland-Pfalz im Deutschhaus, Mainz                        | 110              | 14. August 2000   | 25.000.000              | 2129    |
|      | Landtag des Saarlandes, Saarbrücken                                  | 110              | 9. November 2000  | 25.000.000              | 2153    |
|      | Sächsischer Landtag im gleichnamigen Gebäude, Dresden                | 110 0,56 €       | 8. März 2001      | 27.000.000              | 2172    |
|      | Landtag von Sachsen-Anhalt im Landtagsgebäude, Magdeburg             | 110 0,56 €       | 10. Mai 2001      | 27.000.000              | 2184    |
|      | Schleswig-Holsteinischer Landtag im Landeshaus, Kiel                 | 110 0,56 €       | 12. Juli 2001     | 27.000.000              | 2198    |
|      | Thüringer Landtag im Fraktionsgebäude des Thüringer Landtags, Erfurt | 110 0,56 €       | 5. September 2001 | 27.000.000              | 2213    |